# Culicoides pulchellus
Culicoides pulchellus är en tvåvingeart som beskrevs av Liu och Zhao 1998. Culicoides pulchellus ingår i släktet Culicoides och familjen svidknott. Inga underarter finns listade i Catalogue of Life.